# Enterro do bacalhau
O enterro do bacalhau  é uma tradição que tem lugar no Sábado de Aleluia para celebrar o fim das privações, incluindo as gastronómicas, que tinham lugar na Quaresma.
O enterro do bacalhau ou julgamento do bacalhau é a manifestação teatral com um cortejo fúnebre que ocorre em diversas regiões de Portugal.
Alguns dos personagens que participam do enterro são o doutor juiz, os advogados, o oficial de diligências, o réu bacalhau e as testemunhas – salsa, alho, cebola, e vários temperos.